# Salamonde
Salamonde é uma povoação portuguesa sede da Freguesia de Salamonde do Município de Vieira do Minho, freguesia com 8,39 km² de área e 343 habitantes (censo de 2021), tendo, por isso, uma densidade populacional de 40,9 hab./km².

## Demografia
A população registada nos censos foi:
| Distribuição da População por Grupos Etários | Distribuição da População por Grupos Etários | Distribuição da População por Grupos Etários | Distribuição da População por Grupos Etários | Distribuição da População por Grupos Etários |
| -------------------------------------------- | -------------------------------------------- | -------------------------------------------- | -------------------------------------------- | -------------------------------------------- |
| Ano                                          | 0-14 Anos                                    | 15-24 Anos                                   | 25-64 Anos                                   | > 65 Anos                                    |
| 2001                                         | 60                                           | 85                                           | 235                                          | 104                                          |
| 2011                                         | 28                                           | 38                                           | 215                                          | 106                                          |
| 2021                                         | 22                                           | 19                                           | 168                                          | 134                                          |

## Património
- Igreja Paroquial de Salamonde
- Capela das Almas de Rio-Mau
- Ponte de Saltadouro
- Fragas de Pena Má
- Barragem de Salamonde

## Associações locais
- Grupo Desportivo Cultural e Recreativo de Salamonde
- Rufeiros de Pena Má
- Cruz Vermelha Portuguesa - Delegação de Salamonde
- Associação Sócio-Cultural de São Gens de Salamonde
- Associação de Caça e Pesca
- Conselho de Baldios de Salamonde

## Festividades anuais
- Grandiosas Festividades em Honra do Sagrado Coração e Maria e Nossa Senhora de Fátima
- Festa de São Gens
- Feira n'Aldeia